# Jules Raimbault-Courtin
Jules Raimbault-Courtin est un homme politique français né le 28 août 1794 à Châteaudun (Eure-et-Loir) où il est mort le 9 novembre 1864.

## Biographie
Notaire à Châteaudun, il est député d'Eure-et-Loir de 1837 à 1849, siégeant dans l'opposition de centre-gauche sous la Monarchie de Juillet, puis à droite sous la Deuxième République. 

## Sources
- « Jules Raimbault-Courtin », dans Adolphe Robert et Gaston Cougny, Dictionnaire des parlementaires français, Edgar Bourloton, 1889-1891 [détail de l’édition]